# Calibanus hookeri
Calibanus hookeri là một loài thực vật có hoa trong họ Măng tây. Loài này được (Lem.) Trel. mô tả khoa học đầu tiên năm 1911.

## Hình ảnh

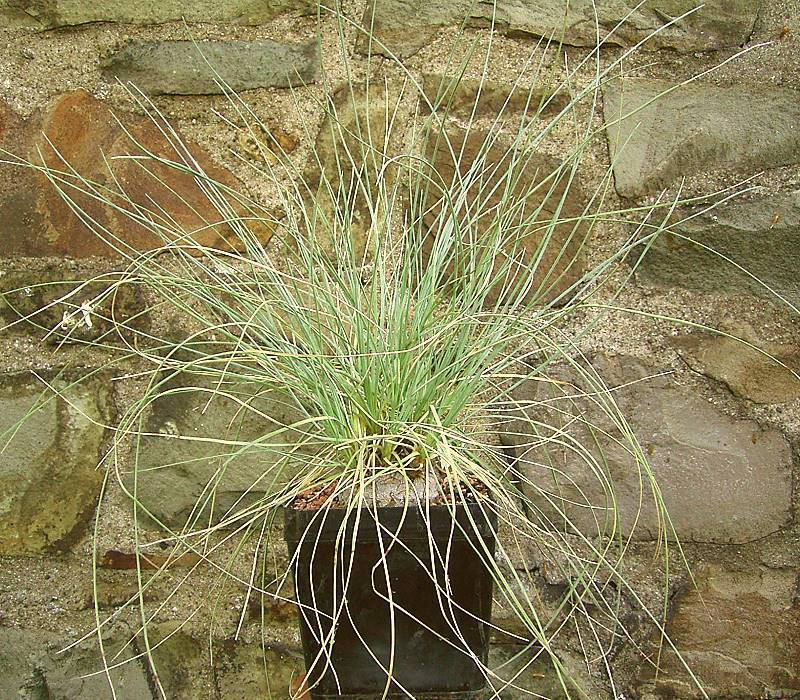
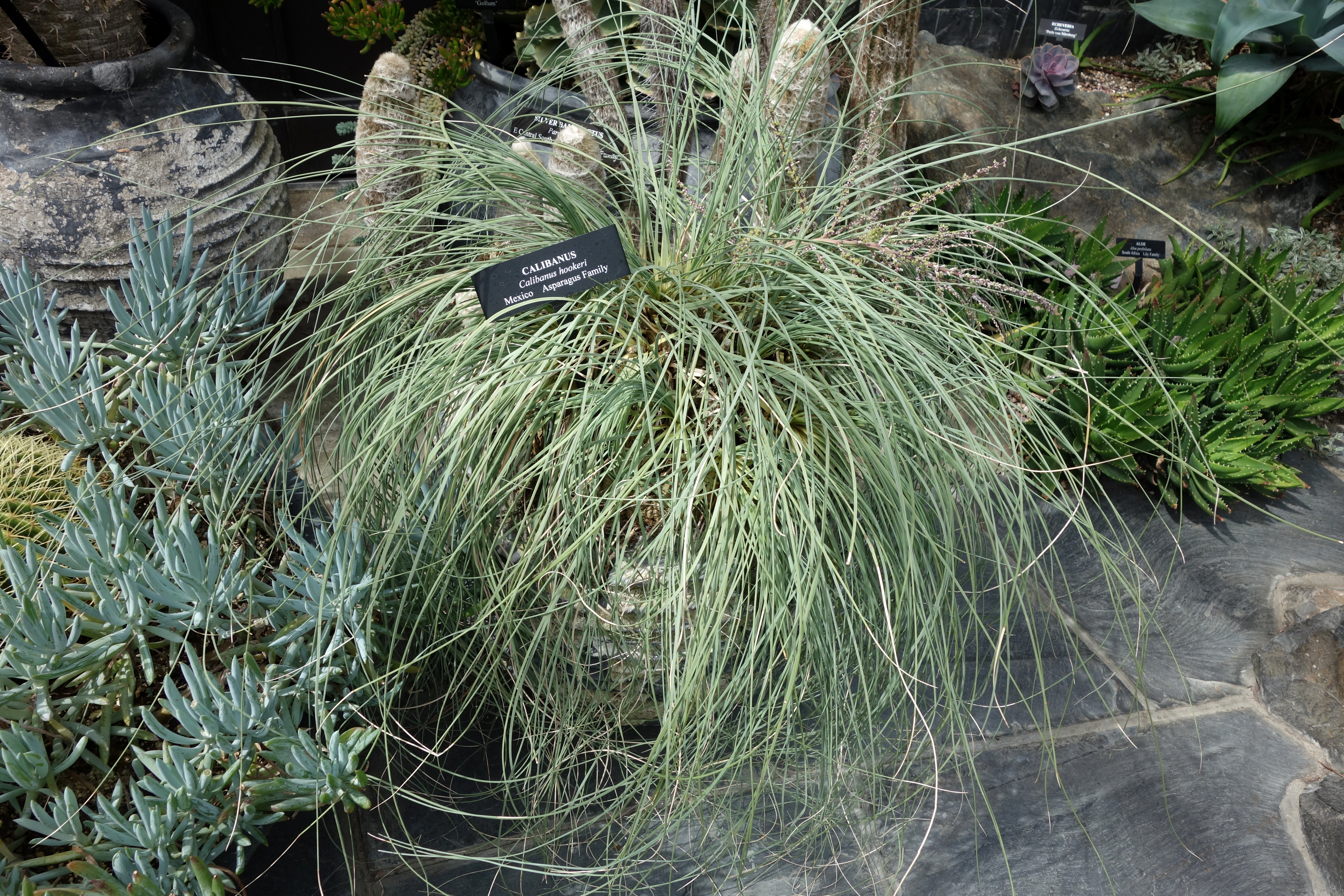
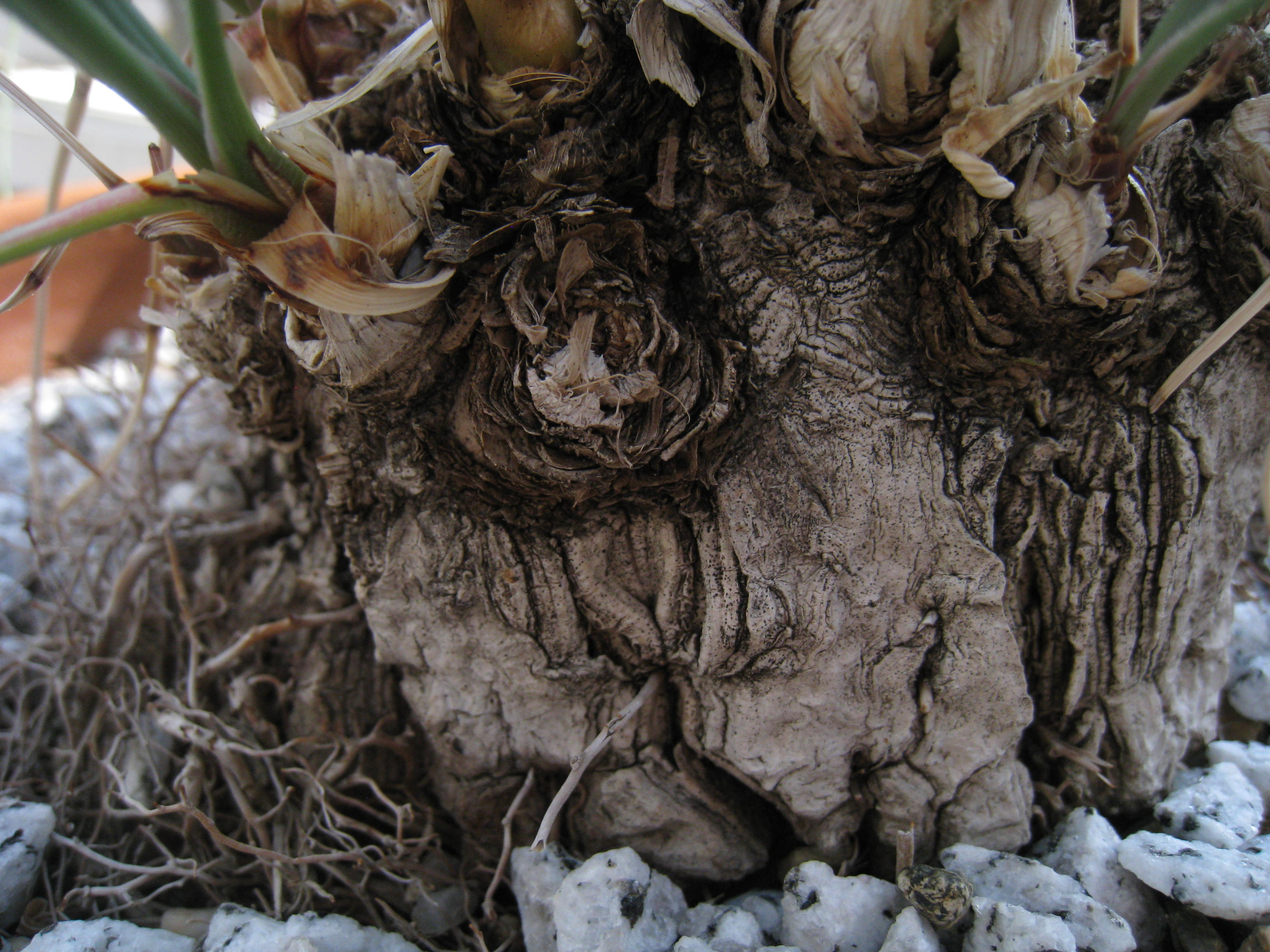
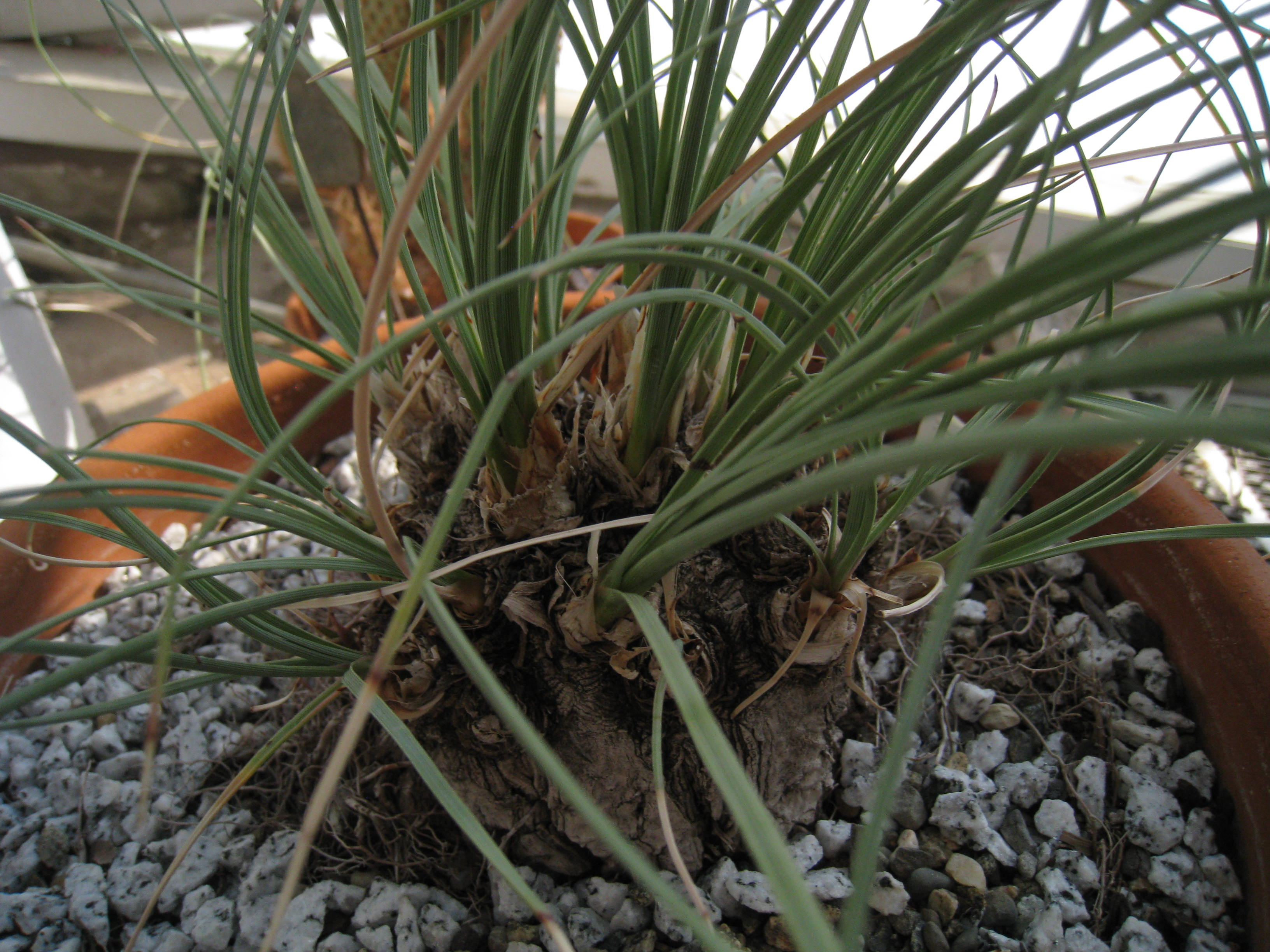